# ナタウィン・ワッタナキティパット
ナタウィン ワッタナキティパット (ナッタウィン ワタナギティファット、タイ語: ณัฐวิญญ์ วัฒนกิติพัฒน์; 1994年2月24日生まれ) はタイの俳優・モデル。ニックネームは アポー (อาโป)。主演した Sud Kaen Saen Rak (2015) と KinnPorsche (2022)で知られる。

## 生い立ちと学歴
ナタウィン ワッタナキティパットは、1994年2月24日生まれ。Yothinburana School (โรงเรียนโยธินบูรณะ)などを経て、タマサート大学 に入学したのち、 ランシット大学コミュニケーションアート学部に転入・卒業。

## キャリア
2010年から Channel 3 と契約し、2014年 Sud Kaen Saen Rak で俳優デビューした。 同年には、5ドラマで構成されるタイ ラコーン Luead Mungkorn に出演。2018年、 Channel 3 での最後のラコーンは Chart Suer Pun Mungkorn だった。2019年に契約満了となり、2年以上の活動休止に入った。
2021年、ナタウィンは当時留学していたアメリカからタイへ俳優として戻り、タイの ボーイズラブ (BL) シリーズ KinnPorsche The Series（キンポルシェ ザ シリーズ）に、主役Porsche役として出演が発表された。カットバージョンのシリーズは One 31で、アンカットバージョン (KinnPorsche The Series: La Forte) は iQIYI で2022年4月～7月まで放送された。
2023年6月、フランスのファッションブランド Dior のアンバサダーにパークプーム・ロムサイトーン(マイル)とともに就任することが発表された。
2024年4月、スイスの時計・宝飾品ブランドPiagetのグローバルアンバサダーに就任することが発表された。

## 私生活
2019年に出家し、Somphanas Templeで1か月過ごした。

## 出演作

### テレビ
| 年   | タイトル                    | 役名                        | 役         | チャンネル    |
| ---- | --------------------------- | --------------------------- | ---------- | ------------- |
| 2015 | Sud Kaen Saen Rak           | Thana Thaweewattana         | 主演       | Channel 3     |
| 2015 | Luead Mungkorn: Krating     | Tang Cheng Yang (Young)     | 主演       | Channel 3     |
| 2015 | Luead Mungkorn: Raed        | Tang Cheng Yang (Young)     | 主演       | Channel 3     |
| 2015 | Luead Mungkorn: Hong        | Tang Cheng Yang (Young)     | 主演       | Channel 3     |
| 2016 | Chaat Payak                 | A Wurn                      | 主演       | Channel 3     |
| 2016 | Pra Teap Rak Hang Jai       | Pong Khun Boon Jirakit      | 主演       | Channel 3     |
| 2017 | Buang Banjathorn            | Sanpaeng                    | 助演       | Channel 3     |
| 2018 | Kai Mook Mungkorn Fire      | Inspector Danthai           | 主演       | Channel 3     |
| 2018 | Nak Soo Taywada             | (Disguised Tay)             | ゲスト出演 | Channel 3     |
| 2018 | Prakasit Kammathep          | Harin                       | 助演       | Channel 3     |
| 2018 | Chart Suer Pun Mungkorn     | Lim Heng Tiang / Ah-Tiang   | 助演       | Channel 3     |
| 2022 | KinnPorsche（キンポルシェ） | Porsche Pachara Kittisawasd | 主演       | One 31, iQIYI |

### 映画
| 年   | タイトル | 役   |        |
| ---- | -------- | ---- | ------ |
| 2023 | ManSuang | Khem | 初映画 |

## ディスコグラフィー
- ドラマ Pra Teap Rak Hang Jai サウンドトラックアルバム 2016

## コンサート
- LOVE IS IN THE AIR: Channel 3 CHARITY CONCERT 2017
- KinnPorsche The Series World Tour 2022, WTF 2023
- BE ON CLOUD New Year Count Down Party 2022/2023, 2023/2024